# 스가모토 가쿠
스가모토 가쿠(일본어: 菅本 岳, 1994년 9월 10일~)는 일본의 축구 선수이다.

## 구단 경력
그는 2017년 J3리그의 그루자 모리오카(이와테 그루자 모리오카)에 입단했다. 2019년까지 69경기에 출전하여, 7득점을 넣었다. 2020년 일본 풋볼 리그의 마쓰에 시티 FC(FC 카구라 시마네)로 이적, 3년동안 팀에서 뛰었다.